# 曲序香茅
曲序香茅（学名：Cymbopogon flexuosus），又稱東印度香茅，是禾本科香茅屬的一種芳香性植物。